# مارز ريد
مارز ريد (باليابانية: マーズ レッド، بالروماجي: Māzu reddo) هو مسلسل أنمي تلفزيوني من إخراج كوهي هاتانو وشينيا ساداميتسو، ومن إنتاج استوديو سيغنال.إم دي. الأنمي مقتبس من ستيج ريدنغ ‏ من تأليف بون-أو فوجيساوا. عرض الأنمي منذ 6 أبريل عام 2021.

## القصة
تدور أحداث القصة في عام 1923، حيث أنشأت الحكومة اليابانية وحدة جديدة داخل الجيش تسمى كود زيرو، لمواجهة الأعداد المتزايدة لمصاصي الدماء، بسبب مصدر دم اصطناعي جديد يسمى أسكرا.

## الشخصيات
يوشينوبو مايدا (باليابانية: 前田義信، بالروماجي: Maeda Yoshinobu)
أداء صوتي: جونيتشي سوابي
شوتارو كوروسو (باليابانية: 栗栖秀太郎، بالروماجي: Kurusu Shutaro)
أداء صوتي: تاسوكو هاتاناكا
تاكويتشي ياماغامي (باليابانية: 山上徳一، بالروماجي: Yamagami Tokuichi)
أداء صوتي: كويتشي ياماديرا
سوا (باليابانية: スワ، بالروماجي: Suwa)
أداء صوتي: كينيتشي سوزومورا
تاكيوتشي (باليابانية: タケウチ، بالروماجي: Takeuchi)
أداء صوتي: أكيرا إيشيدا
سونوسوكي ناكاجيما (باليابانية: 中島宗之助 ، بالروماجي: Nakajima Sōnosuke)
أداء صوتي: هيروشي ياناكا
ديفروت (باليابانية: デフロット، بالروماجي: Defurotto)
أداء صوتي: ميوكي ساواشيرو
آوي شيواسي (باليابانية: 白瀬葵، بالروماجي: Shirase Aoi)
أداء صوتي: فوميكو أوريكاسا
ميساكي (باليابانية: 岬، بالروماجي: Misaki)
أداء صوتي: أياهي تاكاغاكي
شينوسوكي تينمايا (باليابانية: 天満屋慎之助، بالروماجي: Tenmaya Shin'nosukei)
أداء صوتي: ساتشي كوكوريو
روفوس غلين (باليابانية: ルーファス・グレン، بالروماجي: Rūfasu Guren)
أداء صوتي: ماكوتو فوروكاوا

## وصلات خارجية
- موقع المانغا الرسمي باللغة اليابانية
- موقع الأنمي الرسمي باللغة اليابانية